# Zespół kanału łokciowego
Zespół kanału łokciowego (łac. syndroma canalis ulnaris, ang. cubital tunnel syndrome) – zespół chorobowy wywołany uciskiem na nerw łokciowy. Choroba związana jest ze zwężeniem kanału łokciowego (struktura anatomiczna utworzona przez nadkłykieć przyśrodkowy kości ramiennej, więzadło ramienno-łokciowe i rozcięgno położone pomiędzy głowami zginacza łokciowego nadgarstka). Przyczynami zwężenia są urazy, stany zapalne lub zmiany zwyrodnieniowe stawów. 
U chorych występuje osłabienie i zanik dotyczące mięśni kłębiku. Stwierdza się zaburzenia czucia i ruchu w zakresie unerwienia nerwu łokciowego. Obserwuje się parestezje dotyczące palców ręki IV i V, szczególnie silne podczas zginania kończyny górnej w stawie łokciowym. Ponadto stwierdza się pozytywne wyniki testów diagnostycznych, takich jak: test Fromenta, test cyrkla i  test Lüthy'ego oraz dodatni objaw Tinela-Hoffmana. Do rozpoznania często wymagane jest także badanie rentgenowskie stawu łokciowego.
W leczeniu stosuje się leki przeciwzapalne oraz zabiegi operacyjne.